# 司徒德 (中華民國)
司徒德（？—？）字慎元，广东省恩平县人。中华民国政治人物。

## 生平
1943年，司徒德到职立法院编译处编修。1945年2月3日，司徒德任国民政府立法院立法委员。
1948年，当选立法院第一届立法委员。1951年，立法委員司徒德擔任聯合國安全理事會駐韓委員會定期職務，依法喪失其立法委員資格，註銷名籍，由候補人何適遞補。

## 荣誉
- 三等景星勋章（1946年1月1日批准[4]）